# East Putney (London Underground)

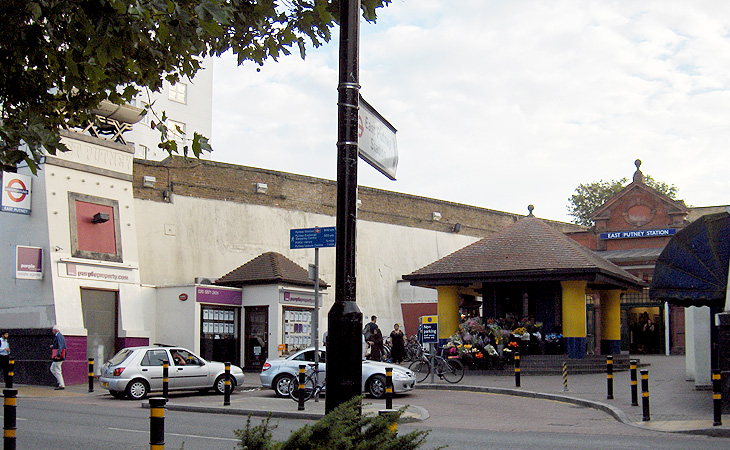
Stationsgebäude

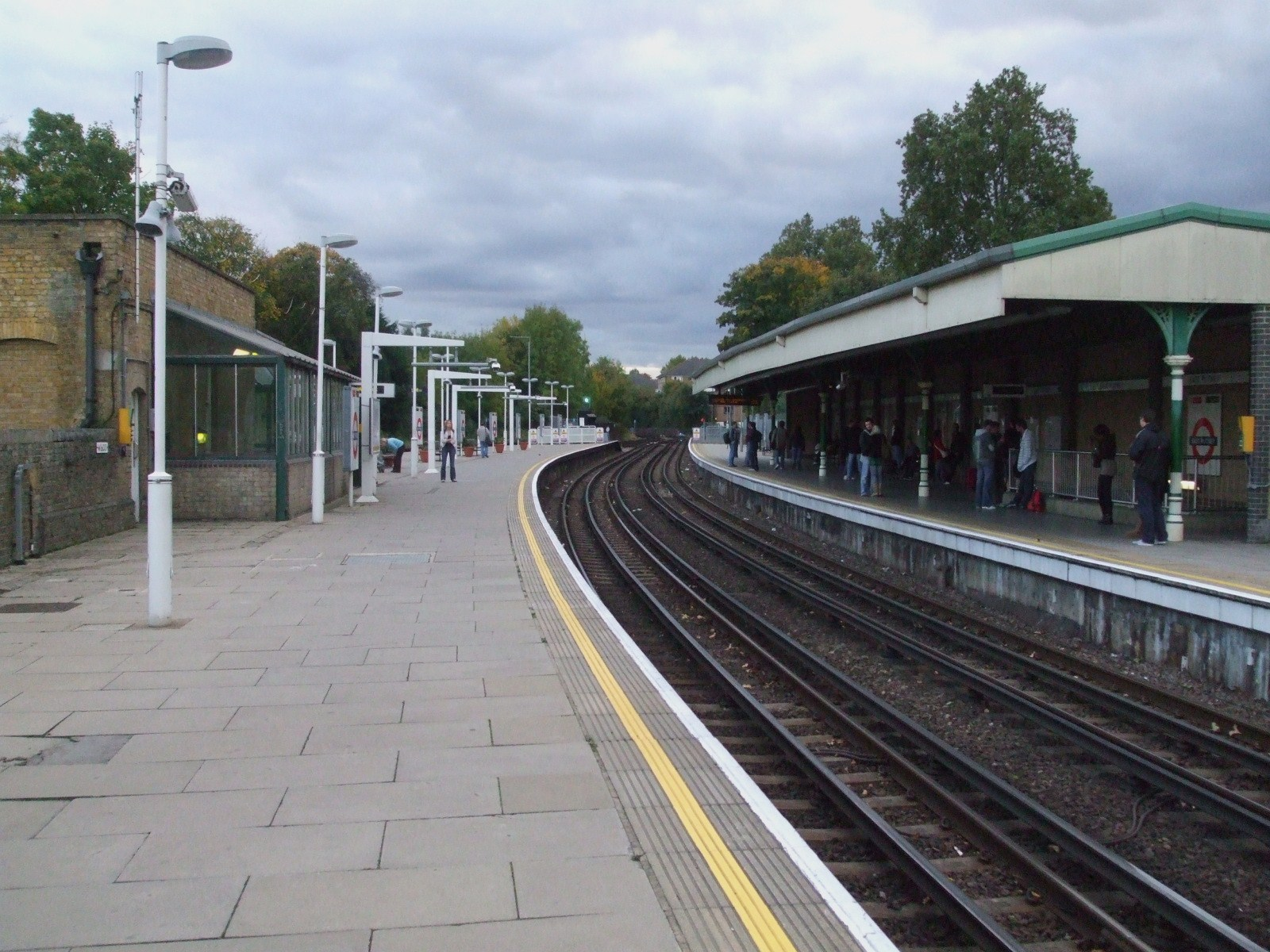
Bahnsteig

East Putney ist eine oberirdische Station der London Underground im Stadtbezirk London Borough of Wandsworth. Sie liegt an der Grenze der Travelcard-Tarifzonen 2 und 3, an der Upper Richmond Road. Im Jahr 2014 nutzten 6,14 Millionen Fahrgäste diese von der District Line bediente Station.
Nördlich der Station besteht eine Gleisverbindung zur South Western Main Line. Über diese Verbindung verkehren Züge von South West Trains auf dem Weg zum Depot in Wimbledon. Aus diesem Grund werden die Signalanlagen zwischen East Putney und dem Bahnhof Wimbledon nicht von London Underground betreut, sondern von der Bahninfrastrukturgesellschaft Network Rail.
Am 3. Juni 1889 erfolgte die Eröffnung der Station durch die Metropolitan District Railway (MDR), der Vorgängergesellschaft der District Line. Die am selben Tag eröffnete Bahnstrecke war hingegen von der London and South Western Railway (L&SWR) erbaut worden. Daher verpachtete sie die Strecke an die MDR. Der Betrieb elektrischer U-Bahnen begann am 27. August 1905. Die Southern Railway (SR), Nachfolgerin der L&SWR, stellte den Eisenbahnverkehr am 4. Mai 1941 ein. Bis zum 1. April 1994 blieb der Streckenabschnitt im Besitz der staatlichen Eisenbahngesellschaft British Rail und wurde dann an London Underground übertragen.